# Badminton nos Jogos Paralímpicos de Verão de 2020
O badminton nos Jogos Paralímpicos de Verão de 2020 em Tóquio, no Japão, teve a sua estreia no Estádio Nacional Yoyogi, o mesmo local onde o rugby em cadeira de rodas foi realizado. Houve um total de quatorze eventos ocorrendo: sete eventos masculinos (seis individuais, um duplo), seis eventos femininos (cinco individuais, um duplo) e um evento de duplas misto.
Os Jogos Olímpicos e Paralímpicos de verão de 2020 foram adiados para 2021 devido à pandemia de COVID-19. Eles mantêm a marca de 2020 e é realizado de 24 de agosto para 15 de setembro de 2021.

## Classificação
São seis classes diferentes que estarão neste esporte.
| Classe | Descrição |
| ------ | --- |
| WH1    | Atletas que apresentam comprometimento de membros inferiores e tronco e/ou lesões altas da medula espinhal. Eles também podem ter função manual prejudicada, o que pode afetar a capacidade de manobra em sua cadeira de rodas. Seu estilo de jogo consiste em segurar a cadeira de rodas com uma mão enquanto a outra move a raquete; eles vão se empurrar ou puxar para uma posição sentada em uma cadeira de rodas neutra após o curso. |
| WH2    | Semelhante aos atletas WH1, os atletas WH2 têm uma ou mais deficiências em seus membros inferiores, uma ou mais perdas de pernas (acima do joelho) e teriam mínimo ou nenhum comprometimento de tronco e/ou inferior. Eles moveriam suas cadeiras de rodas mais rápido do que os atletas WH1 e segurariam menos nas rodas para manter o equilíbrio.                                                                                        |
| SL3    | Os atletas teriam comprometimento em um ou ambos os membros inferiores e teriam pouco equilíbrio para caminhar/correr: para reduzir seu comprometimento, eles frequentemente competiam em meia quadra (longitudinalmente). Esses atletas teriam paralisia cerebral, poliomielite bilateral ou perda de ambas as pernas abaixo do joelho.                                                                                                   |
| SL4    | Os atletas correriam mais rápido e teriam melhor equilíbrio do que os atletas da classe SL3, teriam deficiência em um ou em ambos os membros inferiores, poliomielite unilateral ou paralisia cerebral leve. Esses atletas jogariam em quadra inteira. |
| SU5    | Ao contrário das classes esportivas SL3 e SL4, SU5 tem deficiências em seus membros superiores, como a falta do polegar, que restringe a aderência e a força do golpe ou a perda de um braço devido a amputação ou lesão do nervo. Além disso, os atletas podem ter uma deficiência severa no braço que não joga, o que pode afetar os movimentos de equilíbrio, rotação do tronco e capacidade de sacar.                                  |
| SS6    | Atletas com acondroplasia e baixa estatura. |

## Calendário
| F | Fase de grupos | ¼ | Quartas de final | ½ | Semifinais | F | Finais |

| Individual masculino WH1    | G | G | ¼ | ½ | F |   |
| Individual masculino WH2    | G | G | ½ | ½ | F |   |
| Individual masculino SL3    | G | G | G | ½ | F |   |
| Individual masculino SL4    |   | G | G | ½ | ½ | F |
| Individual masculino SU5    | G | G | G | ½ | F |   |
| Individual Masculino - SS6  | G | G | ½ | ½ | F |   |
| Individual feminino WH1     | G | G | ¼ | ½ | F |   |
| Individual feminino WH2     | G | G | G | ½ | F |   |
| Individual feminino SL4     | G | G | ½ | ½ | F |   |
| SU5 feminino                | G | G | ¼ | ½ | F |   |
| Duplas masculinas WH1 – WH2 | G | G | ½ | ½ | F |   |
| Duplas femininos WH1 – WH2  | G | G | ½ | ½ | F |   |
| Duplas Femininos SL3 – SU5  | G | G | ½ | F |   |   |
| Duplas mistas SL3 – SU5     | G | G | G | ½ | ½ | F |

## Nações participantes
- AUS Austrália (2)
- BRA Brasil (1)
- CAN Canadá (1)
- CHN China (9)
- TPE Taipé Chinês (1)
- DEN Dinamarca (1)
- EGY Egito (1)
- FRA França (6)
- GER Alemanha (6)
- GBR Grã-Bretanha (4)
- HKG Hong Kong (2)
- IND Índia (7)
- INA Indonésia (7)
- ISR Israel (1)
- JPN Japão (13) (Nação anfitriã)
- MAS Malásia (2)
- NED Países Baixos (1)
- NOR Noruega (1)
- PER Peru (1)
- POL Polônia (1)
- POR Portugal (1)
- RPC Comitê Paralímpico Russo (1)
- KOR Coreia do Sul (7)
- SUI Suíça (2)
- THA Tailândia (7)
- TUR Turquia (2)
- UGA Uganda (1)
- UKR Ucrânia (1)

## Medalhistas

### Eventos individuais
| Evento                   | Ouro                      | Prata                               | Bronze                          |
| ------------------------ | ------------------------- | ----------------------------------- | ------------------------------- |
| WH1 Masculino (Detalhes) | Qu Zimo CHN China         | Lee Sam-seop KOR Coreia do Sul      | Lee Dong-seop KOR Coreia do Sul |
| WH2 Masculino (Detalhes) | Daiki Kajiwara JPN Japão  | Kim Jung-jun KOR Coreia do Sul      | Chan Ho Yuen HKG Hong Kong      |
| SL3 Masculino (Detalhes) | Pramod Bhagat IND Índia   | Daniel Bethell GBR Grã-Bretanha     | Manoj Sarkar IND Índia          |
| SL4 Masculino (Detalhes) | Lucas Mazur FRA França    | Suhas Lalinakere Yathiraj IND Índia | Fredy Setiawan INA Indonésia    |
| SU5 Masculino (Detalhes) | Cheah Liek Hou MAL Malaia | Dheva Anrimusthi INA Indonésia      | Suryo Nugroho INA Indonésia     |
| SH6 Masculino (Detalhes) | Krishna Nagar IND Índia   | Chu Man Kai HKG Hong Kong           | Krysten Coombs GBR Grã-Bretanha |
| WH1 Feminino (Detalhes)  | Sarina Satomi JPN Japão   | Sujirat Pookkham THA Tailândia      | Yin Menglu CHN China            |
| WH2 Feminino (Detalhes)  | Liu Yutong CHN China      | Xu Tingting CHN China               | Yuma Yamazaki JPN Japão         |
| SL4 Feminino (Detalhes)  | Cheng Hefang CHN China    | Leani Ratri Oktila INA Indonésia    | Ma Huihui CHN China             |
| SU5 Feminino (Detalhes)  | Yang Qiuxia CHN China     | Ayako Suzuki JPN Japão              | Akiko Sugino JPN Japão          |

### Eventos de duplas
| Evento                             | Ouro                                                | Prata                                        | Bronze                                          |
| ---------------------------------- | --------------------------------------------------- | -------------------------------------------- | ----------------------------------------------- |
| Duplas Masculina (Detalhes)        | Mai Jianpeng Qu Zimo CHN China                      | Kim Jung-jun Lee Dong-seop KOR Coreia do Sul | Daiki Kajiwara Hiroshi Murayama JPN Japão       |
| Duplas Feminina WH1–WH2 (Detalhes) | Sarina Satomi Yuma Yamazaki JPN Japão               | Liu Yutong Yin Menglu CHN China              | Sujirat Pookkham Amnouy Wetwithan THA Tailândia |
| Duplas Feminina SL3–SU5 (Detalhes) | Leani Ratri Oktila Khalimatus Sadiyah INA Indonésia | Cheng Hefang Ma Huihui CHN China             | Noriko Ito Ayako Suzuki JPN Japão               |
| Duplas mistas (Detalhes)           | Hary Susanto Leani Ratri Oktila INA Indonésia       | Lucas Mazur Faustine Noël FRA França         | Daisuke Fujihara Akiko Sugino JPN Japão         |